# SPDR
Los fondos SPDR (pronunciado "spider") son una familia de fondos cotizados (ETF, por sus siglas en inglés) negociados en Estados Unidos, Europa, México, y Asia-Pacífico gestionados por State Street Global Advisors (SSGA). De forma informal, también se conocen como Spyders o Spiders. SPDR es una marca registrada de Standard and Poor's Financial Services LLC, una subsidiaria McGraw Hill Financial.

## Fondos seleccionados
- Dow Jones Global Real Estate ETF NYSE Arca: RWO
- Dow Jones Global Titans ETF NYSE Arca: DGT
- Dow Jones International Real Estate ETF NYSE Arca: RWX
- Dow Jones REIT ETF NYSE Arca: RWR
- Dow Jones STOXX 50 ETF NYSE Arca: FEU
- Dow Jones EURO STOXX 50 ETF NYSE Arca: FEZ
- Dow Diamonds NYSE Arca: DIA (SGX:D07) - Tracks Dow Jones Industrial Average
- S&P 500 ETF NYSE Arca: SPY (SGX:S27) - Tracks S&P 500 Index
- S&P Biotech ETF NYSE Arca: XBI
- S&P BRIC 40 ETF NYSE Arca: BIK
- S&P China ETF NYSE Arca: GXC
- S&P Dividend ETF NYSE Arca: SDY
- S&P Pharmaceuticals ETF NYSE Arca: XPH
- S&P Retail ETF NYSE Arca: XRT
- S&P Homebuilders ETF NYSE Arca: XHB
- S&P Emerging Asia Pacific ETF NYSE Arca: GMF
- S&P Emerging Markets ETF NYSE Arca: GMM
- S&P Emerging Markets Small Cap ETF NYSE Arca: EWX
- S&P MidCap 400 ETF NYSE Arca: MDY
- S&P International Small Cap ETF NYSE Arca: GWX
- S&P International Consumer Discretionary Sector ETF NYSE Arca: IPD
- S&P International Consumer Staples Sector ETF NYSE Arca: IPS
- S&P International Dividend ETF NYSE Arca: DWX
- S&P International Energy Sector ETF NYSE Arca: IPW
- S&P International Financial Sector ETF NYSE Arca: IPF
- S&P International Health Care Sector ETF NYSE Arca: IRY
- S&P International Industrial Sector ETF NYSE Arca: IPN
- S&P International Materials Sector ETF NYSE Arca: IRV
- S&P International Technology Sector ETF NYSE Arca: IPK
- S&P International Telecommunications Sector ETF NYSE Arca: IST
- S&P International Utilities Sector ETF NYSE Arca: IPU
- S&P Metals and Mining ETF NYSE Arca: XME
- S&P Oil & Gas Equipment & Services ETF NYSE Arca: XES
- S&P Oil & Gas Exploration & Production ETF NYSE Arca: XOP
- S&P Semiconductor ETF NYSE Arca: XSD
- S&P World ex-US ETF NYSE Arca: GWL
- Barclays Capital 1-3 Month T-Bill ETF NYSE Arca: BIL
- Barclays Capital Aggregate Bond ETF NYSE Arca: LAG
- Barclays Capital Convertible Secs NYSE Arca: CWB
- Barclays Capital Municipal Bond ETF NYSE Arca: TFI
- Barclays Capital Short Term Municipal Bond ETF NYSE Arca: SHM
- Barclays Capital Short Term International Treasury Bond ETF NYSE Arca: BWZ
- Barclays Capital High Yield Bond ETF NYSE Arca: JNK
- Barclays Capital Intermediate Term Credit Bond ETF NYSE Arca: ITR
- Barclays Capital Intermediate Term Treasury ETF NYSE Arca: ITE
- Barclays Capital International Treasury Bond ETF NYSE Arca: BWX
- Barclays Capital Long Term Credit Bond ETF NYSE Arca: LWC
- Barclays Capital Mortgage Backed Bond ETF NYSE Arca: MBG
- BarCap ST High Yield Bond ETF NYSE Arca: SJNK
- Barclays Capital TIPS ETF NYSE Arca: IPE
- Consumer Discretionary Select Sector SPDR Fund NYSE Arca: XLY
- Consumer Staples Select Sector SPDR Fund NYSE Arca: XLP
- DB International Government Inflation-Protected Bond ETF NYSE Arca: WIP
- Energy Select Sector SPDR Fund NYSE Arca: XLE
- Financial Select Sector SPDR Fund NYSE Arca: XLF
- FTSE Greater China ETF (HKEx:3073 (enlace roto disponible en Internet Archive; véase el historial, la primera versión y la última).)
- Gold Shares NYSE Arca: GLD (HKEx:2840) (SGX:O87)
- Health Care Select Sector SPDR Fund NYSE Arca: XLV
- Industrial Select Sector SPDR Fund NYSE Arca: XLI
- KBW Bank ETF NYSE Arca: KBE
- KBW Capital Markets ETF NYSE Arca: KCE
- KBW Regional Banking ETF NYSE Arca: KRE
- KBW Insurance ETF NYSE Arca: KIE
- Materials Select Sector SPDR Fund NYSE Arca: XLB
- Morgan Stanley Technology ETF NYSE Arca: MTK
- MSCI ACWI ex-US ETF NYSE Arca: CWI
- Russell/Nomura PRIME Japan ETF NYSE Arca: JPP
- Straits Times Index ETF (SGX:ES3)
- Technology Select SPDR Fund NYSE Arca: XLK
- Utilities Select Sector SPDR Fund NYSE Arca: XLU